# 국내총생산

GDP(명목) 크기별 세계 경제 지도. 단위: 미국 달러. 2014년, 세계 은행.

국내총생산(國內總生産, gross domestic product)은 일정 기간 동안 한 국가에서 생산된 재화와 용역의 시장 가치를 합한 것을 의미하며 보통 1년을 기준으로 측정한다.
1980년대까지는 한 나라의 경제규모 등을 나타내는 국민소득의 지표로 국민 총생산(GNP, gross national product)이 주로 사용되었으나, 국내에 거주하는 국민의 실제적인 복지를 측정하는 데에는 GDP가 더 적합하다는 의식하에 지금은 GDP가 널리 쓰이고 있다.
국내총생산은 지역내총생산(GRDP)의 합이다.

## 산출
국내 총생산은 소득이 소비(저축은 예비소비)량이나 생산량과 같다는 국민 소득 삼면 등가의 법칙에 입각하여 구한다. GDP를 구하는 데에는 다음 세 가지 방법이 존재한다.
1. 최종 생산물의 가치의 합: 모든 최종 생산물의 가치를 합한 것이다. 중간재의 가치는 고려하지 않는다.
2. 부가 가치의 총액의 합: 각 생산단계별로 얻을 수 있는 부가가치의 합을 구하는 방법이다.
3. 총 생산물의 가치의 합 - 중간재 가치의 합: 거의 쓰이지 않는다.

## 한계
국내 총생산은 다음과 같은 한계를 갖게 된다.
- 시장을 통하지 않고 거래되는 재화와 용역(마약 등의 지하 경제)은 국내 총생산 계산에서 제외된다.
- 생산과정에서 발생하는 환경 파괴나 재해 등은 고려하지 못한다.
- 총량 개념이기 때문에 소득 분배 상황을 보여 주지 못한다.
- 수요를 고려하지 않은 초과 생산 등으로 수치가 부풀려질 수 있다.

## 국가별 GDP 순위
- 명목 국내총생산순 나라 목록
- 구매력평가 기준 국내총생산순 나라 목록
- 명목 1인당 국내총생산순 나라 목록
- 구매력평가 기준 1인당 국내총생산순 나라 목록

## 같이 보기
- 경제성장률
- 지역내총생산
- 리커창 지수